# علم قطع الحجارة

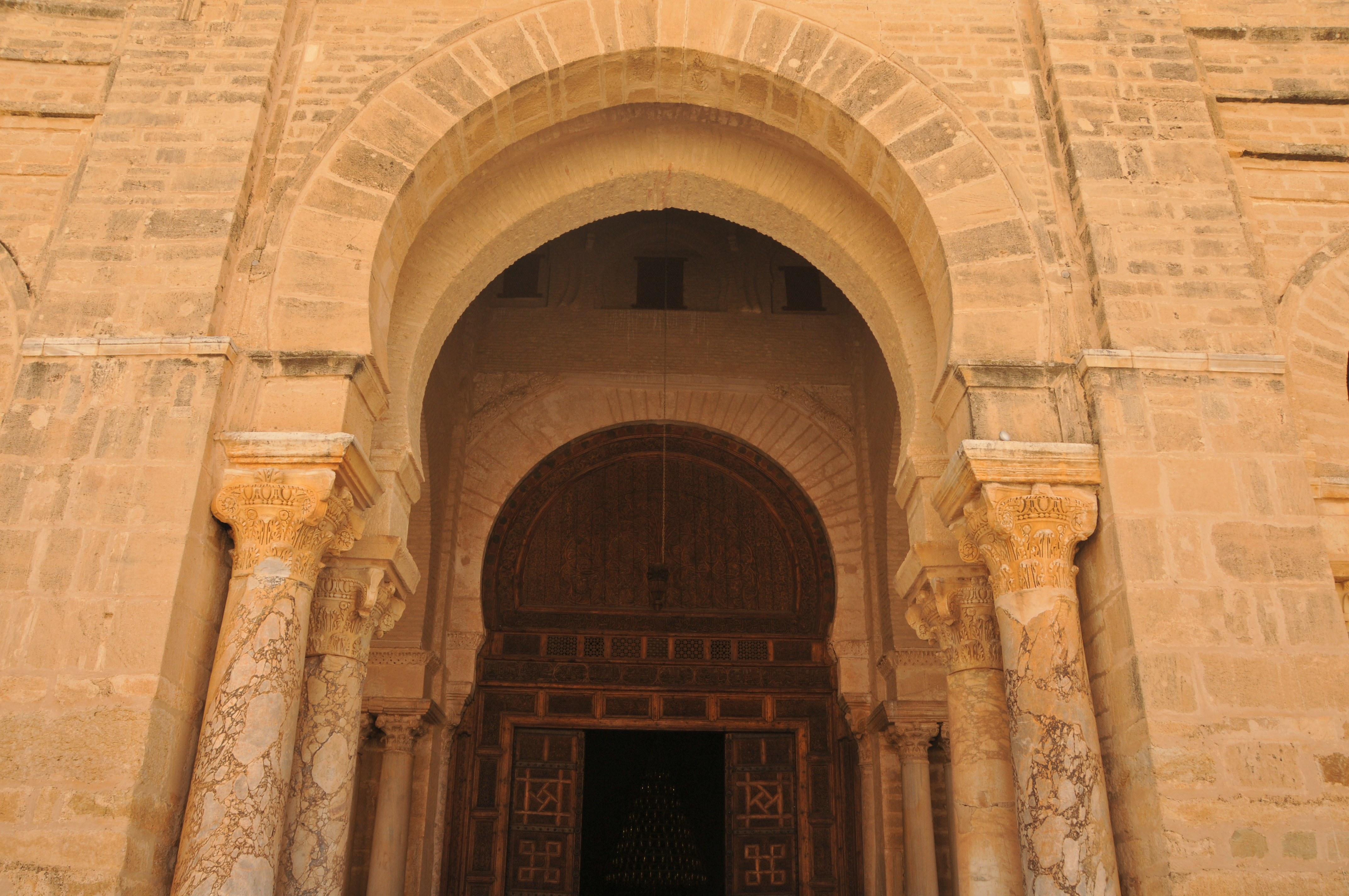
واجهة قاعة الصلاة في الجامع الكبير في القيروان، تونس

علم قطع الحجارة, أو ستيريوتومي (Stereotomy، من اليونانية: ستيريو صلب وتومي قطع) يشير إلى مجموعة من المعارف والتقنيات الهندسية التقليدية المتعلقة برسم وقطع كتل الحجارة وتجميعها لإنشاء هياكل معمارية معقدة مثل الجدار، القبو، القوس، الخ.).
هذا العلم يمثل بديلا لتقنيات بناء أخرى تعتمد على استخدام قطع صغيرة من الحجارة (و/أو الطوب) لإنشاء هياكل هندسية معقدة. في هذه الحالة يمكن الحصول على استمرارية السطوح بفضل صغر حجم الحجارة وكثرة المفاصل بينها.